# Abdelhak Nouri
Abdelhak Nouri (* 2. April 1997 in Amsterdam) ist ein ehemaliger niederländischer Fußballspieler, der bei Ajax Amsterdam spielte. Seine Eltern stammen aus Marokko. Anfang Juli 2017, im Alter von 20 Jahren, erlitt er im Rahmen eines Freundschaftsspiels einen Herzstillstand, durch den er schwere und bleibende Hirnschäden davontrug. Nouris größter sportlicher Erfolg ist das Erreichen des Europa-League-Finals 2017, das er mit seinem Team gegen Manchester United verlor.

## Karriere

### Verein
Bevor Nouri 2004 zu Ajax Amsterdam wechselte, hatte er in der Jugend von Eendracht ’82 und RKSV DCG gespielt. Nachdem er bei Ajax Amsterdam die Jugendmannschaften durchlaufen hatte, stieg er am Ende der Saison 2014/15 in die Jong-Ajax-Mannschaft auf. Sein Debüt in der Jupiler League gab Nouri am 13. März 2015 gegen den VVV-Venlo. In der Eredivisie debütierte er am 29. Oktober 2016 gegen Excelsior Rotterdam.
Am 8. Juli 2017 erlitt Nouri in der 72. Minute des Testspiels gegen Werder Bremen im österreichischen Hippach einen Herzstillstand und musste auf dem Spielfeld reanimiert werden. Das Spiel wurde daraufhin abgebrochen. Ajax Amsterdam teilte mit, dass Nouri nicht in Lebensgefahr schwebe, jedoch in ein künstliches Koma versetzt worden sei. Fünf Tage nach dem Zusammenbruch wurde bekannt, dass Nouri schwere und bleibende Hirnschäden erlitten habe.
Trotz seines Zustandes wurde Nouri in der Saison 2017/18 von Ajax Amsterdam symbolisch im Kader geführt. Im Oktober 2017 beschrieb der Verein seinen Zustand als „stabil mit unabhängiger Atmung und unabhängigem Herzschlag.“ Im August 2018 gab seine Familie bekannt, dass Nouri weiterhin intensive Pflege benötige, aber in einem stabilen Zustand sei und mit ihr kommunizieren könne.
Über die Frage, ob ein – 2014 als ungefährlich eingeschätzter – Herzfehler wann und wem bekannt gewesen ist und ob im Notfall richtig gehandelt worden sei, gab es Streitigkeiten. Es spricht viel dafür, dass Herzrhythmusstörungen bestanden haben. Im Juni 2018 benannte Ajax Amsterdam den vereinsinternen Preis für den besten Jugendspieler der Saison in „Abdelhak-Nouri-Trophäe“ (Abdelhak Nouri Trofee) um. Im selben Monat gab der Verein erstmals zu, dass es bei der Erstversorgung zu Fehlern gekommen sei. Um ihre Erfahrungen bei einem plötzlichen Herzstillstand auf dem Platz weiterzugeben, will Ajax ein Pilotprojekt für alle niederländischen Fußballklubs gründen. Die gewonnene Meisterschaft der Saison 2018/19 widmete Ajax Amsterdam seinem Spieler Nouri.
Zum 1. April 2020 wurde der noch bis zum 30. Juni 2020 laufende Vertrag seitens des Vereins gekündigt, da sich dieser ansonsten stillschweigend verlängert hätte.
Im Februar 2022 wurde bekannt, dass Ajax Amsterdam den Angehörigen Nouris 7,85 Millionen Euro Entschädigung für die mangelnde Erstversorgung zahlte, woraufhin das Verfahren vor dem Schiedsausschuss gegen den Verein eingestellt wurde.

### Nationalmannschaft
Nouri gehörte bereits seit der U15 durchgehend Junioren-Auswahlteams des niederländischen Verbandes an. Mit der U17-Auswahl nahm er 2014 an der U17-EM in Malta teil. Im Turnierverlauf erzielte er zwei Tore und musste sich erst im Finale dem englischen Nachwuchs nach Elfmeterschießen geschlagen geben. In den Jahren 2015 und 2016 gehörte Nouri zum niederländischen Endrundenaufgebot bei den U19-Europameisterschaften, beide Male scheiterte man dabei aber bereits in der Gruppenphase. 2016 unterlag man zudem im Entscheidungsspiel um die Teilnahme an der U20-WM 2017 der deutschen U19-Mannschaft nach Elfmeterschießen. Nouri gehörte bei beiden Teilnahmen zur Stammmannschaft und kam insgesamt zu sieben Endrundeneinsätzen (zwei Tore).